# Fundamentalismo mormón

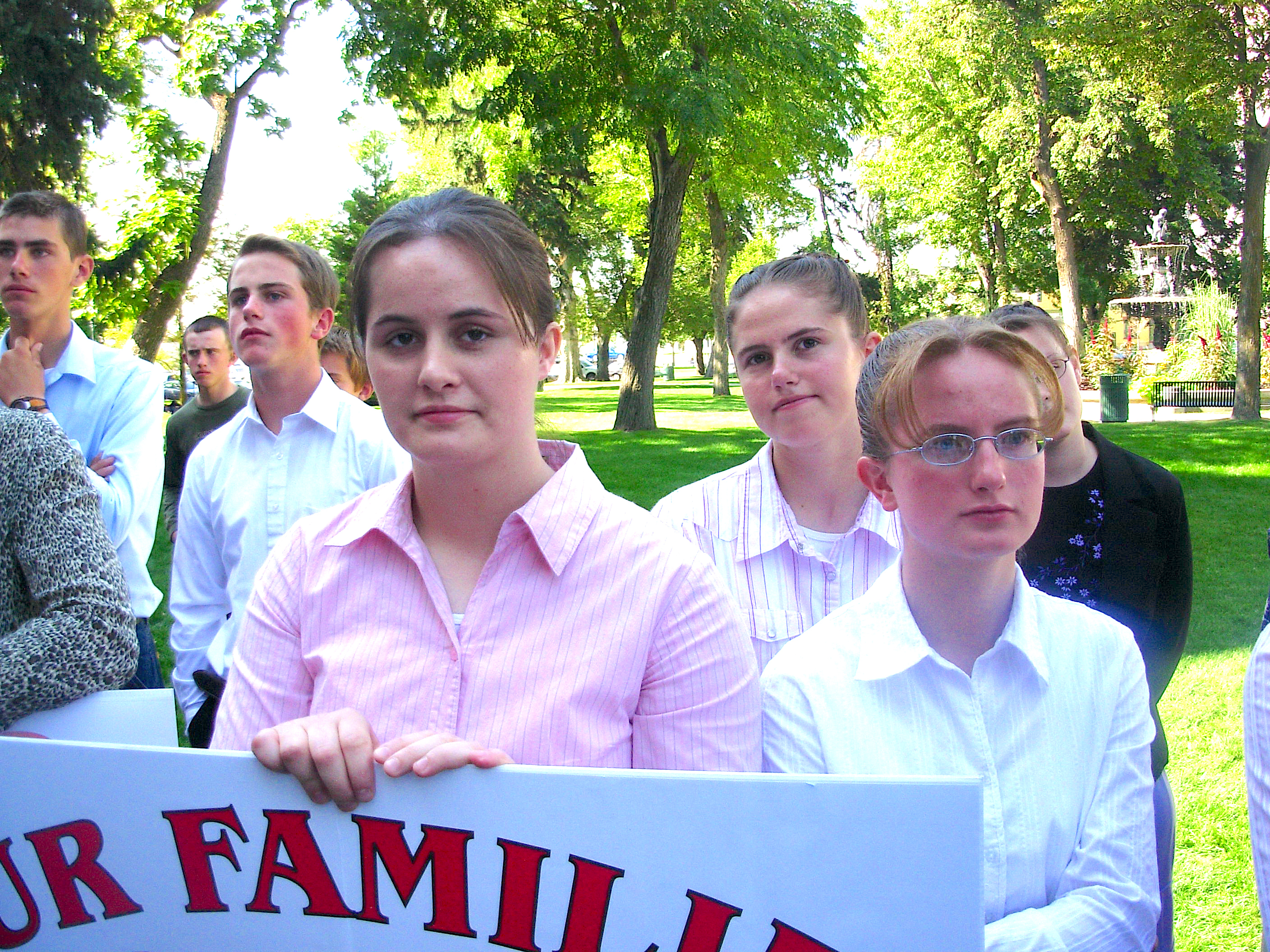
Fundamentalistas mormones se manifiestan en Salt Lake City en 2006.

El fundamentalismo mormón es una creencia en la validez de determinados aspectos fundamentales del mormonismo como se enseñó y practicó en el siglo XIX, particularmente durante las administraciones de Joseph Smith, Brigham Young, y John Taylor, los primeros tres presidentes de La Iglesia de Jesucristo de los Santos de los Últimos Días, (IJSUD). 
Entre los fundadores de denominaciones fundamentalistas mormonas cabe señalar a: Lorin C. Woolley, John Y. Barlow, Joseph W. Musser, Leroy S. Johnson, Rulon C. Allred, Elden Kingston y Joel LeBaron.  Algunos grupos fundamentalistas mormones son la Iglesia fundamentalista de Jesucristo de los Santos de los Últimos Días, los Hermanos Apostólicos Unidos y la Iglesia de Cristo de los Últimos Días.

## Principios
Los fundamentalistas mormones buscan defender los principios y prácticas que ya no son sostenidos por los miembros de La Iglesia de Jesucristo de los Santos de los Últimos Días . 
- El principio más asociado con el fundamentalismo mormón es el matrimonio plural, una forma de poligamia enseñada por primera vez en el movimiento de los santos de los últimos días por el fundador del movimiento, el profeta Joseph Smith.

- Un segundo principio estrechamente asociado es el de la Orden Unida, una forma de comunalismo igualitario.

Los fundamentalistas mormones creen que estos y otros principios fueron erróneamente abandonados o cambiados por la IJSUD en sus esfuerzos por reconciliarse con la sociedad estadounidense dominante. Hoy en día, la IJSUD excomulga a cualquiera de sus miembros que practique el matrimonio plural o que de otra manera se asocie estrechamente con las prácticas de los fundamentalistas mormones. No existe una autoridad única aceptada por todos los fundamentalistas mormones;  los puntos de vista y las prácticas de los grupos individuales varían. 

## Geografía
Los fundamentalistas han formado numerosas sectas pequeñas, a menudo dentro de comunidades cohesivas y aisladas en el oeste de los Estados Unidos, el oeste de Canadá y el norte de México. Diversas fuentes han afirmado que hay hasta 60.000 fundamentalistas mormones en los Estados Unidos, y menos de la mitad de ellos viven en hogares polígamos. Sin embargo, otros han sugerido que puede haber tan solo 20.000 fundamentalistas mormones con solo de 8.000 a 15.000 practicando la poligamia.